# Paragraphe (symbole)
Pour l’article homonyme, voir Paragraphe.

Symbole de paragraphe en Arial.

§ est un symbole typographique qui sert à désigner en français un paragraphe dans un renvoi (par exemple, « voir ouvrage de G., chap. 6, § 7. »). Il est suivi d'une espace insécable et des caractères désignant le paragraphe auquel il renvoie. Il est parfois doublé pour indiquer plusieurs paragraphes (par exemple, « voir ouvrage de G., chap. 6, §§ 7 à 10. »). Cependant l’Imprimerie nationale recommande de proscrire ces redoublements.
Le pied-de-mouche (¶) est aussi un symbole typographique tombé en désuétude qui pouvait signaler le début d'un paragraphe. Il sert toujours dans certains traitements de texte pour marquer la fin d'un paragraphe quand on affiche les caractères cachés.
Dans d'autres langues, notamment l'anglais, § désigne une section, souvent d'un texte légal[réf. souhaitée]. 

## Origine
L'origine supposée du signe de paragraphe est le digramme formé par la combinaison de deux S (du latin signum sectionis).
Quand il est doublé (mis au pluriel), comme §§, il désigne plusieurs paragraphes, tout comme “pp.” (pages) est le pluriel de “p.”.

## Codage
- Unicode : U+00A7 (Commandes C1 et supplément Latin-1)
- Alt codes (Microsoft Windows) : soit Alt + 0167, Alt + 21, Alt + 333333, ou bien Alt + 789  ou Alt + 245
- entité HTML : &sect;
- TeX : \S
- Disposition bépo : AltGr + Maj + P
- Disposition AZERTY : Maj + !
- Sous macOS avec un clavier AZERTY ou QWERTY[2] : OPT + 6 ou Maj + 6
- Sous MacOS avec un clavier Français canadien – CSA : Alt + Maj + S

## Autres utilisations

Insigne de la police polonaise.

- En zoologie, le signe § représente souvent le type nomenclatural.
- Dans beaucoup de pays d'Europe centrale ou orientale, ce signe sert principalement à faire référence aux paragraphes des textes de loi, et ce symbole y est par conséquent associé à la loi et à la justice en général[3]. Il est notamment présent sur les uniformes de la police criminelle polonaise, ainsi que sur un logo du ministère autrichien de la Justice. Il est également utilisé comme logo par la maison d'édition Schulthess Média Juridiques.
- Le signe § est utilisé dans les jeux vidéo de la série Sims (Les Sims, SimCity, etc.) pour désigner le Simflouz, la monnaie fictive utilisée. Il désigne aussi le Sporeflouz, utilisé dans Spore, ainsi que les Crédits utilisés dans XCOM: Enemy Unknown pour représenter l'argent venant de nombreux pays du monde.
- Il remplace la lettre S dans le titre des jeux vidéo War§ow, Legacy of Kain: §oul Reaver et dans le leet speak en général.